# Hans-Dietrich Kahl
Hans-Dietrich Kahl (* 4. Juni 1920 in Dresden; † 30. September 2016 in Uttenreuth bei Erlangen) war ein deutscher Historiker für mittelalterliche Geschichte und Vertreter der Unitarier.

## Leben und Werk
In der Zeit des Nationalsozialismus wurde Kahl als Kind stellvertretender Hordenführer beim Deutschen Jungvolk. Er nahm aktiv am Zweiten Weltkrieg teil und wurde nach Kriegsende kurz in einem US-Lager interniert.
Durch den Kriegsdienst unterbrochen, studierte Hans-Dietrich Kahl Geschichte, Germanistik, klassische Philologie und Religionswissenschaft. Schon als Student beschäftigte ihn die geistesgeschichtliche Lage der Nachkriegszeit, so dass er Zugang zu hochkarätigen Tagungen erhielt, wie etwa zum Clausthaler Gespräch 1948. Auf dieser Konferenz vertrat er, bereits Mitglied der Religionsgemeinschaft Freier Protestanten – Deutsche Unitarier, in einem ausführlichen Diskussionsbeitrag die Position des freien Protestantismus. Im gleichen Jahr entwarf er die sogenannte Eppelsheimer Formel, die eine der wichtigsten Wegmarken für die Etablierung eines Unitariertums in Deutschland wurde, das sich bis heute in der Tradition Thomas Jeffersons, Ralph Waldo Emersons und Albert Schweitzers versteht.
Hans-Dietrich Kahl war von 1952 bis 1959 im niedersächsischen Gymnasialdienst tätig. In dieser Zeit promovierte er 1957 an der Universität Göttingen zum Dr. phil. auf Grund wissenschaftlicher Publikationen, die er schon seit 1953 veröffentlichte. 1958 konnte er in den Universitätsdienst überwechseln. 1964 erfolgte die Habilitation an der Universität Gießen. 1970 wurde er Professor für die Geschichte des Mittelalters an der gleichen Universität.
Obwohl er sich seit 1985 im Ruhestand befand, setzte er seine Forschungen zur mittelalterlichen Missionsgeschichte, den Anfängen deutsch-slawischer Auseinandersetzung und der mittelalterlichen Staatssymbolik fort. Hans-Dietrich Kahl betrieb seine Forschungen in engem Kontakt mit polnischen und slowenischen Forschern. Er war auswärtiges Mitglied der Polnischen Akademie der Gelehrsamkeit zu Krakau und der Slowenischen Akademie der Wissenschaften und Künste zu Ljubljana/Laibach. Ferner hat Kahl in diversen Fachgremien mitgearbeitet.
Von 1983 bis 1995 gehörte Hans-Dietrich Kahl dem Geistigen Rat der Deutschen Unitarier Religionsgemeinschaft an, von 1991 bis 1995 als dessen Leiter.
Seine Forschungsergebnisse hat er in Veröffentlichungen niedergelegt. Hauptwerke sind Slawen und Deutsche in der brandenburgischen Geschichte des 12. Jahrhunderts (1964) und Der Staat der Karantanen (2002) sowie zahlreiche meist umfangreichere Spezialuntersuchungen, von denen eine Reihe der wichtigsten in zwei Sammelbänden zusammengefasst worden sind. Kahl hat wichtige Beiträge zur Geschichte des Unitarismus und zu den Fragen einer toleranten unitarischen Lebenshaltung und Weltdeutung verfasst. Er veröffentlichte zahlreiche Beiträge in der Schriftenreihe Unitarische Hefte sowie in der Zeitschrift Unitarische Blätter.

## Schriften (Auswahl)
- Slawen und Deutsche in der brandenburgischen Geschichte des 12. Jahrhunderts. Köln 1964.
- „Judenklischees“ und was dahinter steckt – Eine Einführung in das Tagungsthema. In: Jörg Albertz (Hrsg.): „Judenklischees“ und jüdische Wirklichkeit in unserer Gesellschaft (= Schriftenreihe der Freien Akademie, Bd. 4). Wiesbaden 1985, S. 9–29.
- Die Vorprägung des Zusammenlebens von Christen und Juden in Deutschland durch die ältere Kirchengeschichte. In: Jörg Albertz (Hrsg.): „Judenklischees“ und jüdische Wirklichkeit in unserer Gesellschaft (= Schriftenreihe der Freien Akademie, Bd. 4). Wiesbaden 1985, S. 153–188.
- Was ist das mit Volk und Nation? Eine Einführung. In: Jörg Albertz (Hrsg.): Was ist das mit Volk und Nation (= Schriftenreihe der Freien Akademie, Bd. 14). Wiesbaden 1992.
- Der Staat der Karantanen. Fakten, Thesen und Fragen zu einer frühen slawischen Machtbildung im Ostalpenraum (7.–9. Jh.), Ljubljana 2002.
- Alle Jahre wieder... Christliches, Vorchristliches und Nachchristliches zu einer eingebürgerten Festzeit (24.12.–6.1.). Neu-Isenburg 2008, 2. erg. Aufl. 2009.
- Streifzüge durch das Mittelalter des Ostalpenraums. Ausgewählte Abhandlungen 1980–2007, Ljubljana 2008.
- Der Nazarener – zentral für Glauben, Wirken und Feiern? In: Yvonne Boenke (Hrsg.): Lieber einen Knick in der Biographie als einen im Rückgrat. Festschrift für Horst Herrmann, Münster 2010, S. 278–289.
- Heidenfrage und Slawenfrage im deutschen Mittelalter. Ausgewählte Studien, Leiden 2011.[3]